# Пайкъярви
Па́йкъя́рви (фин. Paikjärvi) — озеро в юго-западной части Республики Карелия.

## Общие сведения

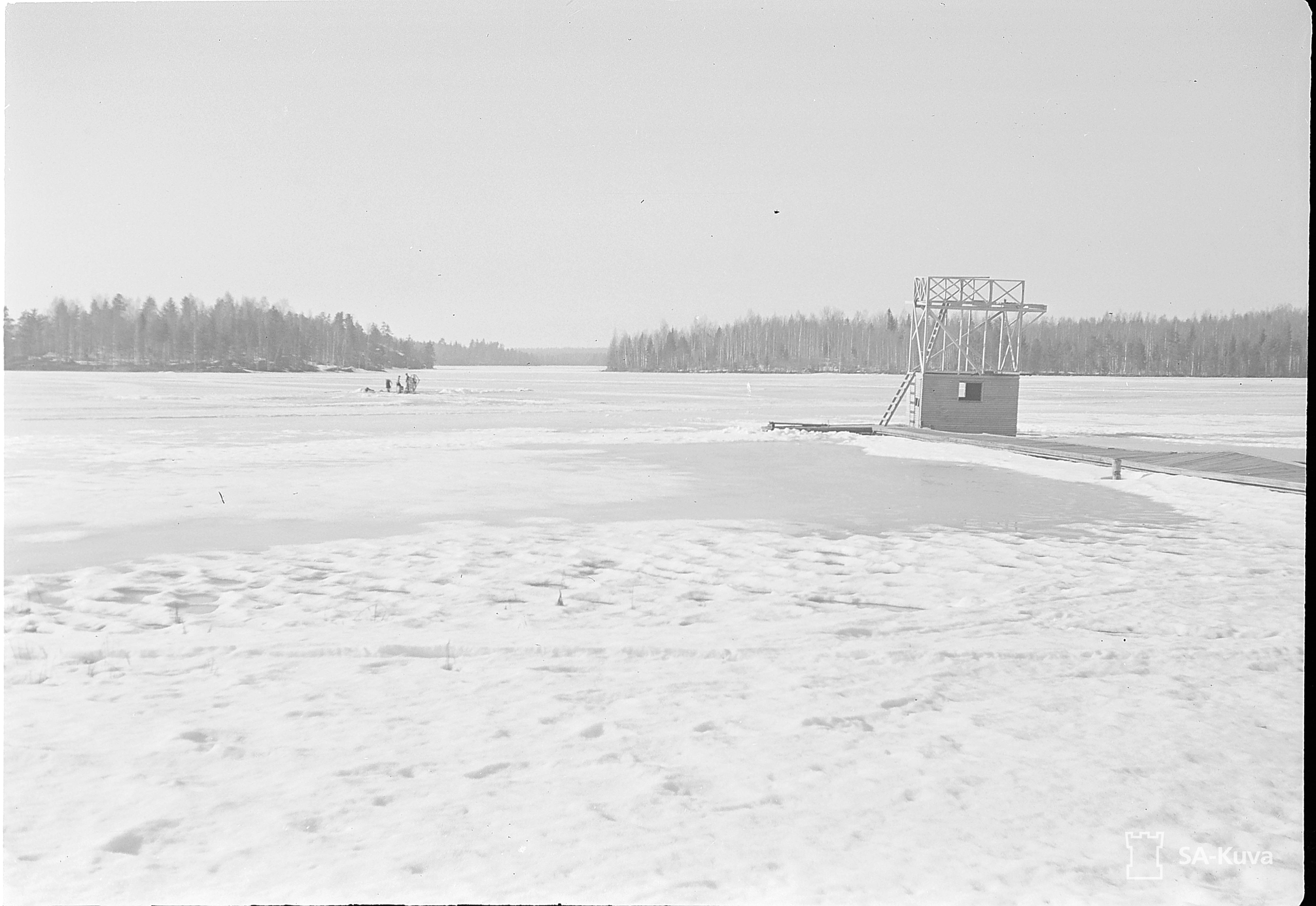
Стиральная машина на озере. 20 апреля 1942 год.

Площадь озера — 2,0 км², площадь бассейна — 18,2 км².
Форма озера лопастная. На озере три острова: Суурисаари (фин. Suurisaari — «Большой остров»), Пиенисаари (Pienisaari — «Малый остров») и Хумаласаари (Humalasaari — «Хмельной остров»). Берега каменисто-песчаные. Западный берег скалистый. Из озера вытекает река Куммунйоки (Петкя), впадающая в Мийналанйоки.
Рыбы: лосось, щука, плотва, лещ, налим, окунь, ёрш.
Вдоль западного берега проходит железнодорожная линия Санкт-Петербург — Сортавала.
На южном берегу озера расположен посёлок Хухоямяки, район города Лахденпохья.
Код водного объекта в государственном водном реестре — 01040300211102000013056.